# Tom Troupe
Tom Troupe (North Kansas City, Misuri, 15 de julio de 1928 – Beverly Hills, 20 de julio de 2025) fue un actor y escritor estadounidense.

## Biografía
Troupe nació en el norte de Kansas City, Missouri, y estudió con Uta Hagen en el Herbert Berghof Studio en Manhattan a principios de la década de 1950. Hizo su debut en Broadway en 1957 como Peter en la producción original de Broadway de The Diary of Anne Frank, protagonizada por Joseph Schildkraut y Gusti Huber.
Principalmente fue un actor de teatro, apareció en muchas obras a lo largo de los años, incluyendo El león en invierno, The Gin Game y Father's Day. Él y su esposa, Carole Cook, fueron homenajeados conjuntamente con el Premio de Ovación de Los Ángeles 2002 por logros profesionales. Apareció en películas tales como The Devil's Brigade (1968) y Kelly's Heroes (1970).

## Filmografía
| Año  | Película              |
| ---- | --------------------- |
| 1959 | El gran Pescador      |
| 1968 | La Brigada del Diablo |
| 1970 | Kelly's Heroes        |
| 1991 | My Own Private Idaho  |